# 徐闻站
徐闻站位于中华人民共和国廣東省湛江市徐闻县，是粤海鐵路的一个车站，由中国铁路广州局集团海口车务段管辖。车站于2003年启用，2004年12月5日开通客运业务。

## 历史
2003年1月7日，中国首条跨海铁路粤海铁路通道轮渡正式开通，海南从此结束与大陆不通火车的历史，前期开办铁路货运业务，同年12月28日开办汽车、散客渡海运输业务；2004年12月5日，粤海铁路客运开通。
该站开办业务后的首对客运列车为广州至海口的K407/408次列车。

## 外部連結
- 粤海铁路有限责任公司 （页面存档备份，存于）
- 粤海铁路全面看（新华网） （页面存档备份，存于）
- 我国首条跨海铁路今天通车 庆典行程公布(图) （页面存档备份，存于）
- 首条跨海铁10点25分顺利贯通 海南岛喜圆百年铁路梦 （页面存档备份，存于）
- 粤海铁路通道地理位置示意图 （页面存档备份，存于）
- 打探西环铁路 沿途共设有12个车站<图> （页面存档备份，存于）
- 影像中的今昔海南：百年铁路梦，天堑变通途 （页面存档备份，存于）
- 中國首條跨海鐵路5日開通（Microsoft Word格式）

1. ↑  . 中国青年报. 2020-06-19  [2021-05-02]. （原始内容存档于2021-05-02）.